# The Bird of Music
The Bird of Music es el segundo álbum del trío de indie pop, proveniente de Brooklyn, Au Revoir Simone. Fue lanzado el 5 de marzo de 2007 por la compañía discográfica Moshi Moshi. 

## Canciones incluidas
1. "The Lucky One" - 4:30
2. "Sad Song" - 4:07
3. "Fallen Snow" - 3:45
4. "I Couldn't Sleep" - 2:31
5. "A Violent Yet Flammable World" - 5:01
6. "Don't See the Sorrow" - 4:30
7. "Dark Halls" - 3:26
8. "Night Majestic" - 3:00
9. "Stars" - 2:58
10. "Lark" - 4:19
11. "The Way to There" - 6:49

- Datos: Q540706